# Harriet Warrack
Harriet Warrack (c. 1825 – 23 de abril de 1910) foi a fundadora e diretora da Escola Albyn do Reino Unido. A escola era a maior instituição acadêmica para meninas em Aberdeen e ela foi responsável por inspirar suas alunas a tentarem adquirir um diploma universitário.

## Vida
Não se sabe exatamente seu ano de nascimento, mas Warrack foi batizada em 1825 em Aberdeen. Seus pais eram Harriet (nascida Morren) e James Warrack. Seu pai era um conhecido empresário, merceeiro e comerciante de chá. Os detalhes de sua educação são desconhecidos, mas três de seus quatro irmãos foram para a Escola de Gramática de Aberdeen.
Warrack começou a atuar na área da educação em 1867, quando organizou aulas de latim, inglês, idiomas, piano e canto para meninas em Aberdeen. Esta empreitada se tornaria a escola que é hoje conhecida por Escola Albyn. A escola mudou de sede em dois anos, ao atender a uma necessidade de educação para meninas reconhecida pela Associação Educacional das Senhoras de Aberdeen. Isto aconteceu em 1877. A escola era inicialmente chamada de Union Place Girls School, e já foi chamada também de Albyn Place Girls School, nome que recebeu depois de se mudar novamente em 1886.

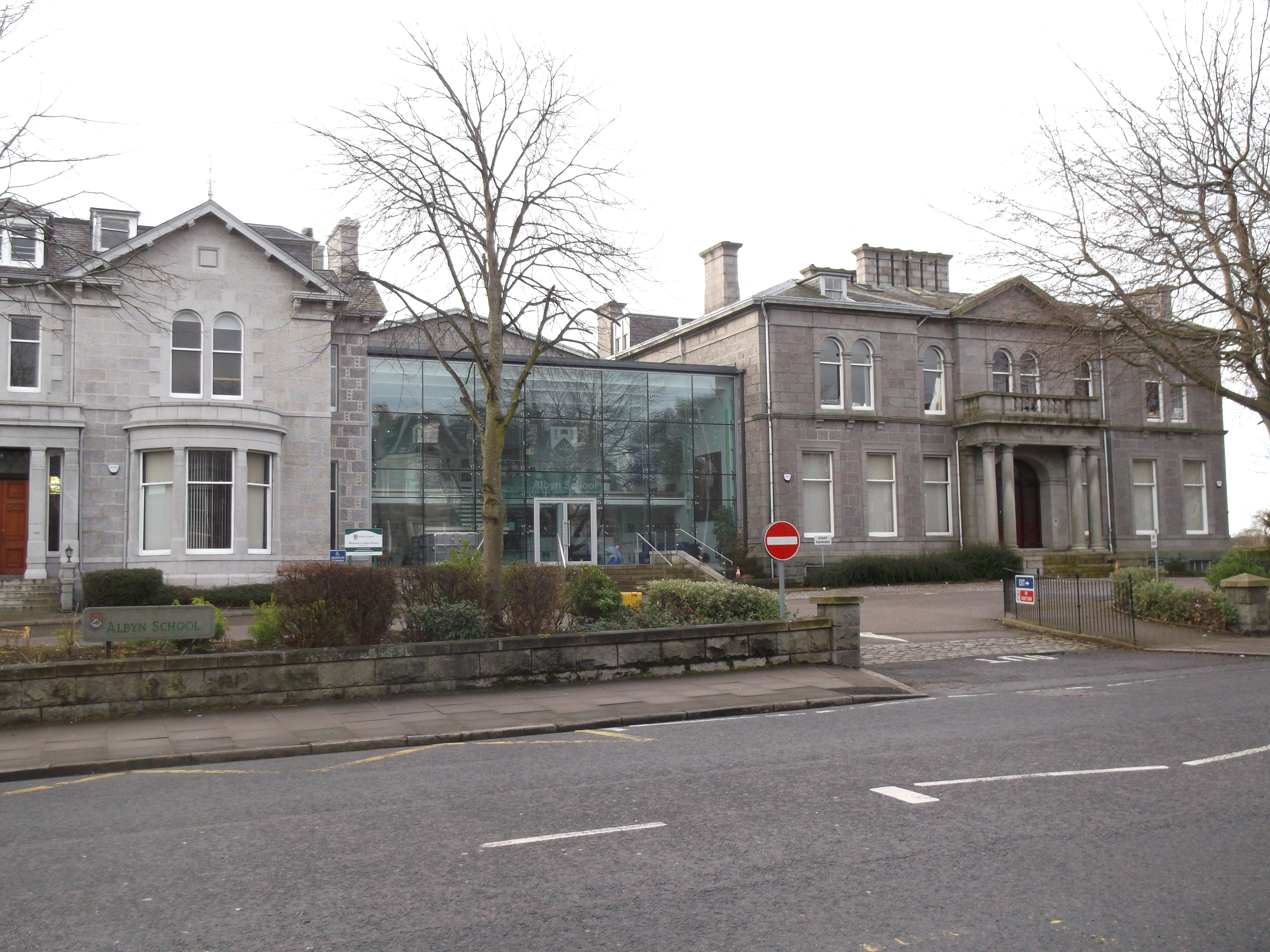
A Albyn School em 2020 é mista, mas ainda é uma escola particular

Ela tinha grandes ambições para a escola e suas alunas. Na década de 1870, quando apenas algumas mulheres no país estavam estudando para obter diplomas, ela persuadiu algumas de suas alunas a realizar os exames de universidades locais. Ela aplicava testes a cada três meses e publicava os melhores exemplos. Ela foi reconhecida por escolher uma boa equipe e, em particular, Alexander Mackie. Ele estava na escola havia apenas seis anos quando ela se aposentou em 1886 e o escolheu como seu sucessor. Sua escola passou a ser apelidada de "Mackies" por futuros alunos.
Warrack morreu em Aberdeen em 1910. Uma placa de latão na Aberdeen Sculpture Gallery registra seu apoio.